# René Manzor
Pour les articles homonymes, voir Lalanne.
René Lalanne, dit René Manzor, né le 4 août 1959 à Mont-de-Marsan, est un réalisateur, scénariste et romancier français. Il est le frère de Francis et de Jean-Félix Lalanne.
Auteur et metteur en scène dans le registre du fantastique et du suspense, il a travaillé des deux côtés de l’Atlantique.
René Manzor est révélé au grand public avec le long-métrage Le Passage (1986), puis 3615 code Père Noël (1990), Un amour de sorcière (1997) et Dédales (2003).
Repéré par Steven Spielberg et George Lucas, il est embauché comme réalisateur sur la série américaine Les Aventures du jeune Indiana Jones.

## Biographie
René Manzor commence sa carrière par la réalisation de quelques courts métrages, dont Synapses qui remporte le Grand prix au Festival international du jeune cinéma de Hyères. En 1986, il sort son premier long métrage, Le Passage, un film fantastique dans lequel Alain Delon (également producteur) affronte la mort pour sauver son fils de ses griffes. La bande originale est signée par son frère Jean-Félix Lalanne, alors que son autre frère Francis interprète la chanson On se retrouvera, qui sera un gros succès au Top 50 en 1987. Delon a parié sur cette fable fantastique qui mêle dessin animé et prises de vues réelles. Le film est un succès et totalise près de deux millions d’entrées,.
Après avoir participé à deux épisodes de la série télévisée Sueurs froides, il met en scène son deuxième long métrage, 3615 code Père Noël (1990),. Il fera l’ouverture du Festival international du film fantastique d'Avoriaz. Sorti en catimini début janvier, ce thriller horrifique est si atypique qu’il est rejeté par les distributeurs français, avant de devenir culte .
Présenté au festival de Cannes en mai 1989 pour trouver un distributeur, le film est repéré par un certain John Hugues. Le maître du teen movie en retient l’idée, celle d’un enfant seul dans une grande maison qui pose des pièges contre une menace extérieure. Maman, j'ai raté l'avion !, plagiat de 3615 code Père Noël selon René Manzor, sort en novembre 1990 et connaît alors un succès planétaire.
René Manzor attire l’attention d’Hollywood. Steven Spielberg et George Lucas l'engagent pour réaliser plusieurs épisodes de leur série Les Aventures du jeune Indiana Jones.
Il restera dix ans aux États-Unis, travaillant comme scénariste et réalisateur sur Le voyageur, Red Shoe Diaries, Highlander (série télévisée), L'immortelle, Beyond Belief: Fact or Fiction (en), Warrior Spirit, Legends of the North, Tales of the Wild, mais aussi comme ghost writer et script doctor pour les studios (Highlander 3...).
En 1997, le producteur Christian Fechner fait appel à lui pour écrire et réaliser la comédie fantastique Un amour de sorcière. Il y dirige notamment Vanessa Paradis, Jeanne Moreau et Jean Reno. Les acteurs américains Gil Bellows et Dabney Coleman rejoignent le casting.
En 2003, il revient à nouveau en France et au cinéma en écrivant le scénario de Monsieur N. d'Antoine de Caunes, puis en signant le scénario et la réalisation de son quatrième long-métrage, Dédales, dans lequel Sylvie Testud incarne une femme atteinte du trouble dissociatif de l'identité.
Son expérience sur les séries américaines pousse la chaîne TF1 à lui confier la refonte de ses séries, notamment Alice Nevers, le juge est une femme dont il change le ton et l’esthétique (la mise en scène, la photographie, la musique). Il opère un vrai travail de modernisation. Il sera le show runner de cette série sur plusieurs saisons, co-écrivant et réalisant 17 épisodes
En mai 2012, il publie son premier roman, Les âmes rivales , que saluera Le Figaro littéraire : « René Manzor prouve en signant ce récit qu'il est de la trempe des plus grands auteurs de thrillers anglo-saxons ».
À partir de 2012, il se partage entre la réalisation de séries télévisées et téléfilms de commande (Blackout, RIS police scientifique, Julie Lescaut, Le Sang de la vigne, Mongeville, Meurtres à..., Maddy Etcheban) et l’écriture de romans plus personnels où l’on retrouve l’originalité narrative de son univers cinématographique.
En 2018, 3615 code Père Noël connaît sa première sortie nord-américaine au Fantastic Fest d'Austin au Texas, après une restauration numérique par Le Chat qui fume. Le succès auprès du public américain est tel que Tim League (en) décide de sortir le film sur le territoire américain en version originale sous-titrée dans les quarante salles de son réseau d’exploitation, Alamo Drafthouse Cinema (en). Trente ans après avoir été tourné, 3615 code Père Noël devient un christmas classic aux États-Unis et Tim League le programme tous les noëls, face à son remake (sauvage) Maman, j'ai raté l'avion !.
Au moment de l’arrêt des tournages durant à la pandémie de Covid, les États-Unis font à nouveau appel à René Manzor pour une classe de maître d’écriture. Dans Fiction Writing Secrets, il révèle sa méthode pour raconter une histoire quel que soit le médium (film, roman). Suit en 2021 une version française de cette classe de maître : Secrets de raconteurs d’histoires.

## Filmographie
Sauf indication contraire, les informations mentionnées dans cette section peuvent être confirmées par la base de données cinématographiques IMDb,  présente dans la section « Liens externes ».

### Réalisateur

#### Courts métrages
- 1981 : Synapses (court-métrage animé)
- 1983 : Le Suicide de Frank Einstein
- 1984 : Le Sang ou le Testament d’un Vieux Fou (dessin animé pilote pour Le Passage)

#### Longs métrages
- 1986 : Le Passage
- 1990 : 3615 code Père Noël
- 1997 : Un amour de sorcière
- 2003 : Dédales

#### Télévision
- 1988 : Sueurs froides (série TV) - 1 épisode
- 1990-1991 : Le Voyageur (The Hitchhiker) (série TV) - 2 épisodes
- 1992-1993 : Les Aventures du jeune Indiana Jones (The Young Indiana Jones Chronicles) (série TV) - 2 épisodes
- 1993 : Highlander (série TV) - 1 épisode
- 1993 : Red Shoe Diaries (série TV) - 1 épisode
- 1994 : Warrior Spirit (téléfilm)
- 1995 : Aventures dans le Grand Nord (série TV) - 2 épisodes
- 1998 : L'Immortelle (Highlander: The Raven) (série TV) - 1 épisode
- 2001 : Les Redoutables (série TV) - 1 épisode
- 2006 : Sœur Thérèse.com (série TV) - 1 épisode
- 2006-2007 : Alex Santana, négociateur (feuilleton TV) - 3 épisodes
- 2007-2012 : Alice Nevers, le juge est une femme (série TV) - 17 épisodes
- 2009 : Blackout (téléfilm)
- 2013 : RIS police scientifique (série TV) - 1 épisode
- 2013 : Julie Lescaut (série TV) - 3 épisodes
- 2015 : Le Sang de la vigne (série TV) - 2 épisodes
- 2016 : Mongeville (série TV) - 1 épisode
- 2018 : Meurtres en Haute-Savoie (téléfilm de la collection Meurtres à...)
- 2018 : Meurtres en Lorraine (téléfilm de la collection Meurtre à...)
- 2020 : Maddy Etcheban (téléfilm hors série de la collection Meurtre à...)

#### Clips (liste non exhaustive)
- 1986 : On se retrouvera de Francis Lalanne
- 1990 : Merry Christmas de Bonnie Tyler
- 2004 : No Big Deal de Lara Fabian

### Scénariste
- 1986 : Le Passage de lui-même
- 1988 : Sueurs froides (série TV) - 2 épisodes
- 1990 : 3615 code Père Noël de lui-même
- 1994 : Warrior Spirit (téléfilm) de lui-même
- 1994 : Highlander 3 d'Andrew Morahan (participation non créditée)
- 1995 : Aventures dans le Grand Nord (série TV) - 2 épisodes
- 1997 : Un amour de sorcière de lui-même
- 2003 : Monsieur N. d'Antoine de Caunes
- 2003 : Dédales de lui-même
- 2007-2012 : Alice Nevers, le juge est une femme (série TV) - 19 épisodes
- 2009 : Blackout (téléfilm) de lui-même

### Acteur
- 1986 : Le Passage de lui-même : le journaliste TV
- 1990 : 3615 code Père Noël de lui-même : le responsable des stocks
- 2003 : Dédales de lui-même : le procureur

## Distinctions

### Récompenses
- Festival international du jeune cinéma de Hyères 1981 : prix Jean-Jacques Perron, cinéma d’aujourd’hui pour Synapses.
- Fantafestival 1990 : meilleur film et meilleur réalisateur pour 3615 code Père Noël[17]
- Festival Polar de Cognac 2014 : polar du meilleur roman francophone pour Celui dont le nom n’est plus[18]
- Les Petits Mots des Libraires 2019 : prix pour Apocryphe[19]
- Iris Noir Bruxelles 2021 : grand prix pour À vif[20]
- Festival Toulouse Polars du Sud 2022 : prix de l’Embouchure pour À vif[21]
- Label  Livres du Loir-et-Cher 2023 pour À vif[22]

### Festivals
- Président du jury courts-métrages, 5e Festival International du Film Fantastique d'Audincourt, Bloody week-end, en 2014.

## Œuvres

### Romans
- Les âmes rivales, Kero, 2012, 300 p.  (ISBN 978-2-3665-8002-0)
- Celui dont le nom n’est plus, Kero, 2014, 390 p.  (ISBN 978-2-3665-8112-6)
- Dans les brumes du mal, Calmann-Lévy, 2016, 448 p.  (ISBN 978-2-2662-7964-2)
- Apocryphe, Éditions Calmann-Lévy, 2018, 400 p.  (ISBN 978-2-7021-6425-9)
- À vif, Calmann-Lévy, 2021, 400 p. (ISBN 978-2-7021-6179-1)
- Du fond des âges, Calmann-Lévy, 2022, 414 p.  (ISBN 978-2-7021-8179-9)
- L'Ombre des innocents, Calmann-Lévy, 2024, 400 p.  (ISBN 978-2-7021-8862-0)

### Nouvelles
- Demain, dans Regarder le noir, anthologie sous la direction d'Yvan Fauth. Paris : Belfond, 06/2020, p. 111-140.  (ISBN 978-2-7144-9345-3), réédition HarperCollins France, coll. « Poche noir » n° 238, 2021  (ISBN 979-1-0339-0865-4)